# Make America Crip Again
Albums de Snoop Dogg
Neva Left
(2017) Bible of Love
(2018)
Singles
1. Dis Finna Be a Breeze!
Sortie : 29 septembre 2017
2. M.A.C.A.
Sortie : 23 octobre 2017

Make America Crip Again est un EP du rappeur américain Snoop Dogg, sorti en 2017, quelques mois à peine après la sortie de l'album studio Neva Left.

## Historique
Le titre de l'album renvoie au slogan politique Make America Great Again, utilisé notamment en 1980 par Ronald Reagan puis par Donald Trump dans sa campagne en 2016, et aux Crips. Snoop Dogg s'était déjà attaqué à Donald Trump dans le titre Lavender (Nightfall Remix), single extrait de Neva Left. Dans le clip accompagnant la chanson, Snoop Dogg dénonçait les violences policières et surtout le Président américain Donald Trump, parodié en clown nommé Ronald Trump. Snoop Dogg y pointe une arme sur ledit clown. Cela engendre une réponse cinglante du Président Trump et l'indignation de certains hommes politiques comme Marco Rubio. Dans une interview dans Rolling Stone, Snoop Dogg explique le choix de ce titre :

« Ce n'est pas une déclaration ou un acte politique : c'est la juste de la bonne musique. Certaines personnes pensent que nous devrions rendre l'Amérique meilleure de nouveau, mais cette période à laquelle ils se réfèrent toujours me rappelle la séparation et la ségrégation donc je préfère faire Je préférerais faire Make America Crip Again. Dans ma vie, c'est à ce moment-là que des jeunes hommes noirs dans des zones appauvries se sont organisés pour aider leur communauté et à prendre soin à d'eux parce que la société les a essentiellement laissés pour mort. Beaucoup de gens glorifient les gangs et la violence, mais oublient qu'au début, le but principal et unique des Crips était d'être le reflet des Black Panthers. Ils se sont occupés d'enfants, organisés des activités extra-scolaires, les ont nourri et sont intervenus comme des modèles et des figures paternelles. »

— Snoop Sogg, Rolling Stone (octobre 2017)

## Singles
Le premier single, Dis Finna Be a Breeze! contient une apparition de l'humoriste Ha Ha Davis. Il sort le 29 septembre 2017,.
Le second, M.A.C.A., sort le 23 octobre 2017.

## Liste des titres
| 1.          | M.A.C.A.                                           | - Ben Billions - Schife (co)                 | 3 min 17 s |
| 2.          | 3's Company (featuring Chris Brown & O.T. Genasis) | Don City                                     | 4 min 05 s |
| 3.          | Good Foot                                          | Kid Capri                                    | 3 min 31 s |
| 4.          | Dis Finna Be a Breeze! (featuring Ha Ha Davis)     | - Niggarachi - Mars (co) - Franco Valli (co) | 2 min 47 s |
| 5.          | None of Mine                                       | Ben Billions                                 | 3 min 20 s |
| 6.          | My Last Name (featuring October London)            | Los                                          | 3 min 13 s |
| 7.          | SportsCenter (Remix) (featuring DesignerFlow)      | Kym Williams                                 | 4 min 34 s |
| 8.          | Fly Away (featuring Shon Lawon)                    | Dâm-Funk                                     | 4 min 39 s |
| 29 min 26 s |                                                    |                                              |            |

## Samples
- M.A.C.A. contient un sample de La Di Da Di de Doug E. Fresh & MC Ricky D et une interpolation de Hey Young World de Slick Rick.